# Expédition de la Barbade
L'expédition de la Barbade est lancée en 1650, un an après la Première Révolution anglaise, à la fin de la guerre civile anglaise et dirigée par l'amiral George Ayscue (1616–1671), afin de mater les riches planteurs de sucre royalistes qui s'opposaient ouvertement au Long Parlement, dans l'espoir d'une Restauration anglaise de la Monarchie.

## Une décision du conseil d'État du 6 mai 1650
« Afin de réduire les Indes Occidentales sous l'obéissance du parlement », le Conseil d'état décide le 7 mai 1650 d'y envoyer une expédition sous le commandement du chevalier George Ayscue. L'objectif est de contrôler la Barbade, une île richissime qui était devenue le fief de l'opposition royaliste, en accueillant bon nombre de Cavaliers. Le vote des Actes de Navigation vise parallèlement à dissuader l'importation du sucre de cette île, opérée par des bateaux hollandais.
En août 1650, le Parlement décide un embargo contre les trois colonies qui reconnaissent et soutiennent Charles II d'Angleterre et refusent de se placer sous l’autorité du Commonwealth d'Angleterre: la Barbade, les Bermudes, et la Virginie. Beaucoup d'officiers royalistes avaient émigré en Virginie à la fin de la guerre civile anglaise, à partir de 1648, en anticipant la Première Révolution anglaise et en ont fait un autre bastion royaliste.

## Les royalistes affaiblis par un départ, les républicains par une tempête
Au cours de cette même année 1650, conscient du danger d'invasion de l'île, Anthony Rowse quitte la Barbade avec 100 planteurs et 2 000 esclaves pour fonder « Fort Willoughby » le long des rivières, au Suriname et au Pará, une colonie que l'Angleterre cède plus tard aux Pays-Bas.
L'expédition anglaise part en septembre 1650. Deux de ses membres, Richard Bennett, gouverneur et William Claiborne ont pour mission de prendre contrôle des colonies royalistes, selon le mandat que leur a donné le Conseil d'État. L'expédition anglaise est composée de 28 navires de guerre, treize destinés à combattre la Barbade et quinze voués à s'emparer de la Virginie. La seconde partie de l'escadre tombe dans une terrible tempête, dont seulement quatre navires seront rescapés.
Le 18 octobre, la première partie de l'expédition anglaise arriva à la baie de Carlisle, à la Barbade et tomba nez à nez avec 17 navire de commerce hollandais, dont elle fit prisonnier les marins. La flotte anglaise resta dans les parages jusqu'au début décembre pour attendre la seconde partie de l'escadre.

## Une expédition de seulement2 000 hommesface aux5 000 miliciensroyalistes
L'expédition dirigée par Georges Ayscue est profondément affaiblie par le naufrage. Elle ne peut donc opérer un débarquement sans risquer de lourdes pertes car elle ne comptait que 2 000 hommes, renforcés par seulement 850 autres de Virginie, face aux 5 000 miliciens alignés par Francis Willoughby, gouverneur de l'île de la Barbade.
En face, les îliens sont déterminés à résister. L'assemblée des grands planteurs de la Barbade voté le 4 novembre une motion de soutien au gouverneur Thomas Modyford, puis une déclaration, prévue pour publication le jour de Noël, pour remercier ceux qui avaient pris les armes en défense de la royauté.

## Le débarquement de décembre et le saccage de plantations
La flotte républicaine entra alors le 17 décembre dans la baie de Speightstown, défendue par un petit fort monté de quatre pièces de canon, qui ne put empêcher le débarquement. 
Le colonel Alleyne, planteur républicain, se rendit afin de sauver sa propriété. Les troupes républicaines, sous le commandement du colonel Lewis Morris, occupèrent la ville de Speightstown, firent des incursions dans l'intérieur de l'île et détruisirent beaucoup de plantations de personnes royalistes.
L'amiral George Monk trouva finalement un compromis négocié avec Thomas Modyford, qui était son cousin germain. Les conditions de capitulation, sauvegardant finalement les propriétés des royalistes, amenèrent Francis Willoughby à les accepter, après la décision de huit commissaires, représentant les grands propriétaires de l'île. Francis Willoughby et plusieurs autres personnalités de l'île acceptent de s'exiler.
Le 29 mars, Ayscue quitta la Barbade pour aller soumettre d'autres îles, après avoir nommé Daniel Searle sous-gouverneur. Ce dernier conservera ses fonctions jusqu'à la mort d'Oliver Cromwell.
Quelques années plus tard, George Monk changera de camp pour s'allier aux royalistes contre le fils d'Oliver Cromwell, tandis que Thomas Modyford redeviendra dans les années 1660, à la restauration britannique, gouverneur de la Barbade puis de la Jamaïque.

## La reddition de la Virginie et du Maryland en mars 1652
L'Expédition de la Barbade, connait ensuite un deuxième épisode, en 1652 en Virginie. La flotte anglaise envoie des émissaires au gouverneur William Berkeley, lui aussi royaliste, pour lui demander de se rendre. La Chambre des citoyens de Virginie, dans une délibération du 19 janvier 1652, décide de déployer une armée de 1 200 hommes dans la ville de Jamestown, puis entame des négociations qui débouchent le 12 mars 1652 sur un accord assez favorable à la colonie. En échange de sa reddition celle-ci obtient le pardon des actions passées, la reconnaissance des dons de terre antérieurs de la Couronne et la liberté du commerce, en violation de la nouvelle politique de la métropole depuis les Actes de navigation de 1651. William Berkeley obtient même la permission se rendre à la cour en exil de Charles II d'Angleterre pour lui expliquer les raisons de sa capitulation. Il est remplacé au poste de gouverneur de la colonie par Richard Bennett, gouverneur,. Deux semaines plus tard, c'est au tour de la colonie voisine du Maryland de se rendre.